# 洗礼者聖ヨハネ (ティツィアーノ)

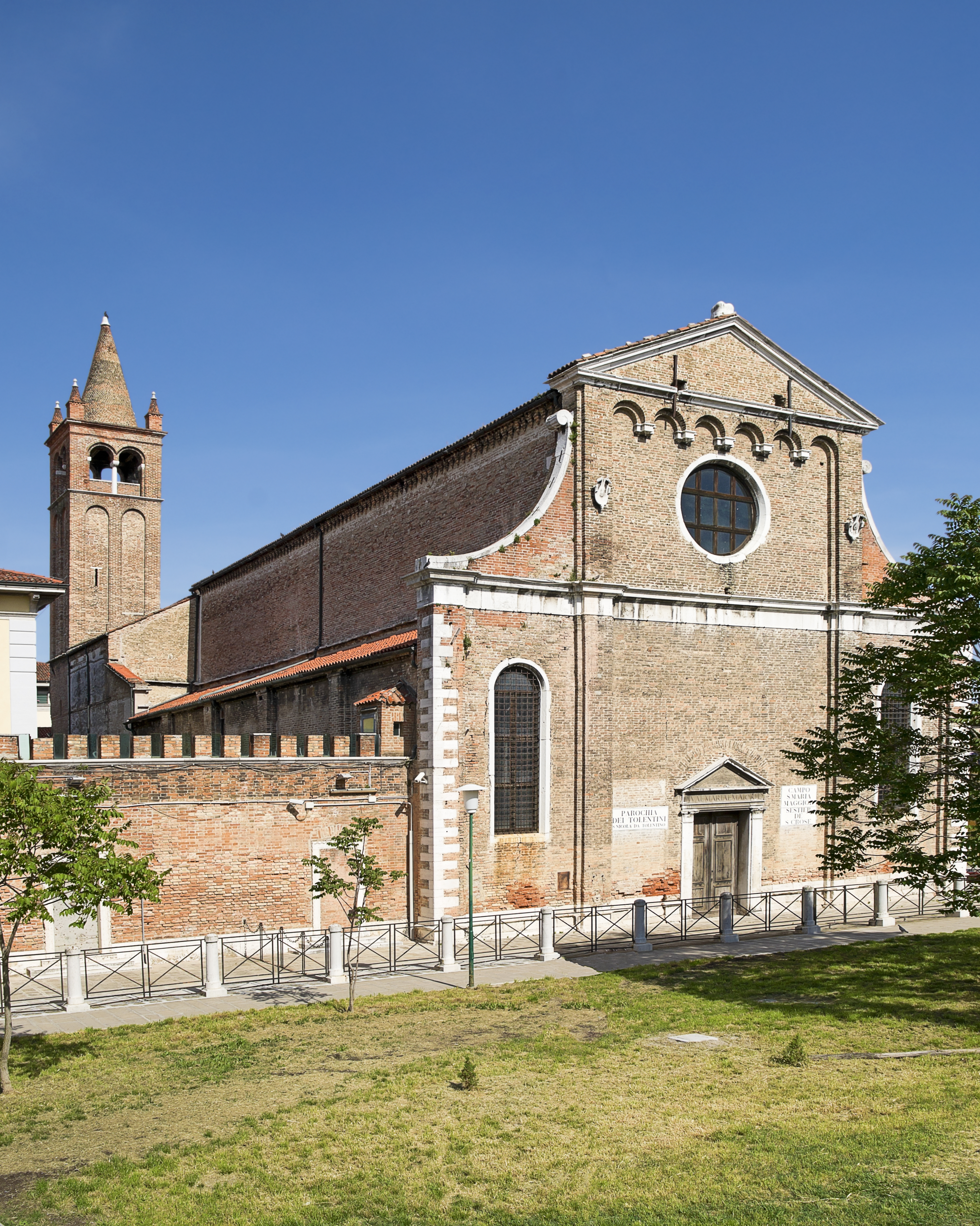
ヴェネツィアのサンタ・マリア・マッジョーレ教会。

『洗礼者聖ヨハネ』（せんれいしゃせいヨハネ、伊: San Giovanni Battista, 英: Saint John the Baptist）は、イタリア、ルネサンス期のヴェネツィア派の巨匠ティツィアーノ・ヴェチェッリオが1540年から1542年ごろに制作した絵画である。油彩。主題は荒野で禁欲的生活を送る洗礼者ヨハネである。もともとはヴェネツィアのサンタ・マリア・マッジョーレ教会の内陣右側の、洗礼者ヨハネに捧げられたヴィンチェンツォ・ディ・ジャコモ・ポラーニの礼拝堂に設置されていた作品で、現在はヴェネツィアのアカデミア美術館に所蔵されている。またマドリードのプラド美術館 およびエル・エスコリアル修道院に異なるバージョンが所蔵されている。

## 作品
『新約聖書』「マタイによる福音書」3章によると、洗礼者ヨハネはラクダの毛皮をまとい、ヨルダン川のほとりで人々に洗礼を授けたとされる。
洗礼者ヨハネは樹木が茂った河畔の風景の中に描かれている。半裸のヨハネはラクダの毛皮を身にまとっており、手に持った葦を結んで作った十字架や、足元で眠っている仔羊は典型的なアトリビュートである。この作品はマニエリスムに典型的な「視覚に訴える身ぶり」と、前景に描かれた人物像の可塑的な存在感を高める圧縮された空間性を特徴とし、マニエリスムとヴェネツィアの色彩の模範的な融合と評されている。洗礼者ヨハネの頭部はドナテッロのサンタ・マリア・グロリオーザ・デイ・フラーリ聖堂の彩色された彫像『洗礼者聖ヨハネ』を思わせる反面、伝統的な断食で衰弱した禁欲主義者としての図像とは異なり、完全な肉体的な活力と解剖学的正確さを備えており、その堂々としたポーズはおそらくアウグストゥスやルキウス・ウェルスといった古代ローマの雄弁に演説する支配者を模した彫像に由来している。ヨハネが左足を乗せた岩の側面にラテン語化した名前（Titanius）で署名している。ティツィアーノはヨハネを最大限に際立たせるために特に低い地平線を使用した。画面左では切り立った崖がキャンバスを垂直にカットし、暗い輪郭でヨハネの姿を強調し、全体の構図に深みを与えている。右側の景色は、川の流れ、緑豊かな木々、そしてヨハネの運命を思い起こさせる雲へと下から上に向かって昇っている。
制作年代を特定するのは困難である。手がかりの1つはラテン語化されたティツィアーノの署名で、通常これはティツィアーノが1533年に宮中伯に任命された後に使用したものである。この点についてジョルジョ・ヴァザーリは失われた傑作『殉教者聖ペテロの死』（1530年）の前という比較的早い時期に位置づけ、19世紀のジョヴァンニ・バティスタ・カヴァルカゼルとジョゼフ・アーチャー・クロウは1550年代半ばに位置づけている。近年は一般的に1540年ごろと考えられているが、ティツィアーノがラテン語化した署名を用いる以前の1530年から1532年ごろとする説もある。

## 来歴
この作品は批評家や学者から非常に好評だった。早くも1557年にロドヴィーコ・ドルチェは「デザインや色彩の面で、これほど美しく、より良いものを見たことはありません」と断言した。ナポレオン時代の1808年、教会の世俗化によって絵画はサンタ・マリア・マッジョーレ教会から撤去され、ブレラ美術館へ移管されるところをアカデミア美術館の抗議によって回避され、同美術館に移された。

## 別バージョン
マドリードのプラド美術館とエル・エスコリアル修道院にティツィアーノのキャリアの後期に位置づけられているバージョンが所蔵されている。そのうちエル・エスコリアル修道院版は1577年にスペイン国王フェリペ2世によって修道院に贈られた作品である。以前は無視されるか追随者に帰属されるかしていたが、1999年の修復後は1560年代後半の直筆画であると主張されている。プラド美術館版は19世紀にかつて存在したトリニダード美術館に17世紀のスペインの匿名の画家の作品として収蔵されたのち、スペイン南部カントリアのヌエストラ・セニョーラ・デル・カルメン教会に送られたもので、2007年から2012年にかけてプラド美術館で修復された。これらの3点の『洗礼者聖ヨハネ』は2012年にプラド美術館で展示された。

## ギャラリー

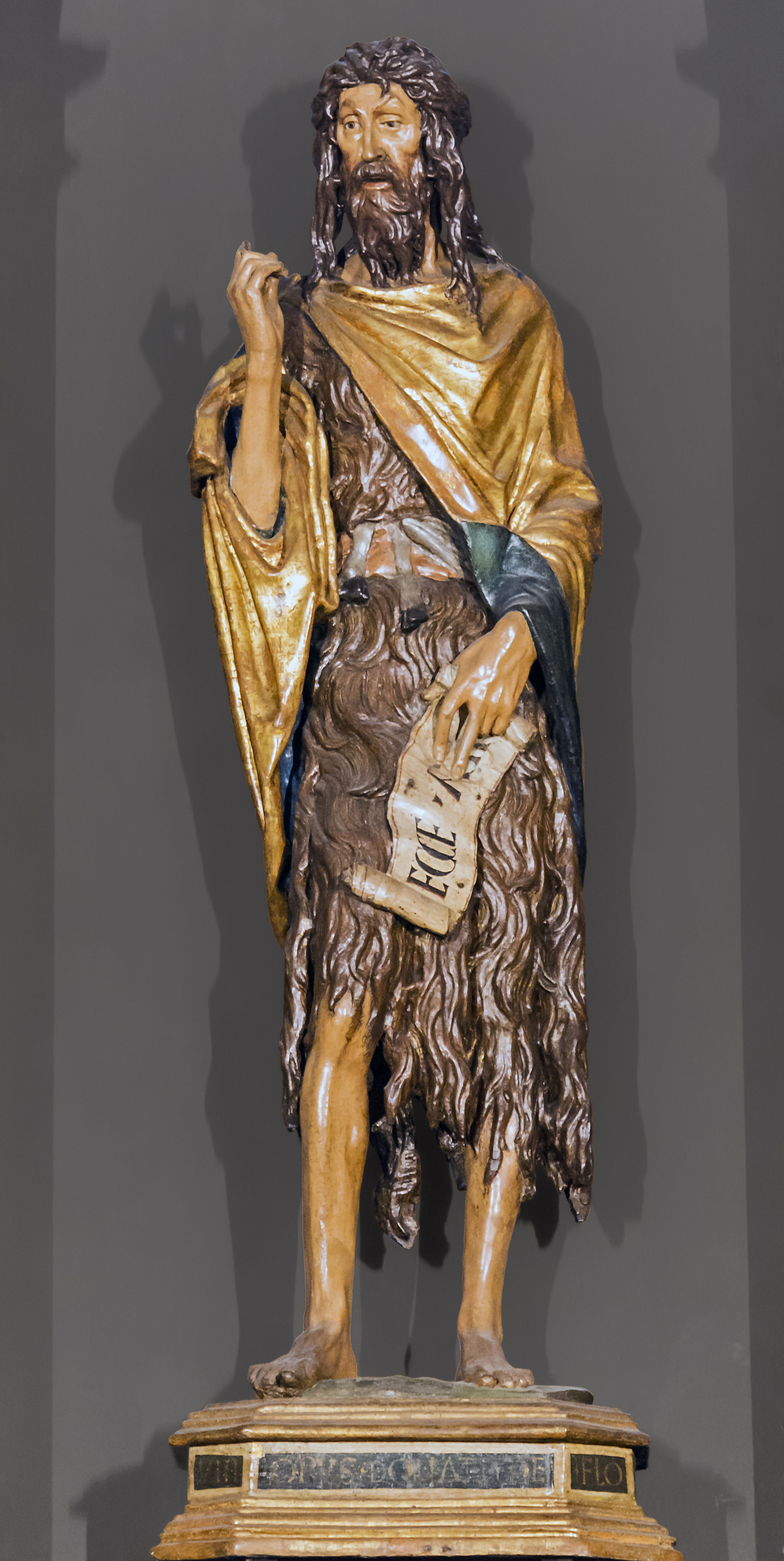
ドナテッロ『洗礼者聖ヨハネ』サンタ・マリア・グロリオーザ・デイ・フラーリ聖堂所蔵
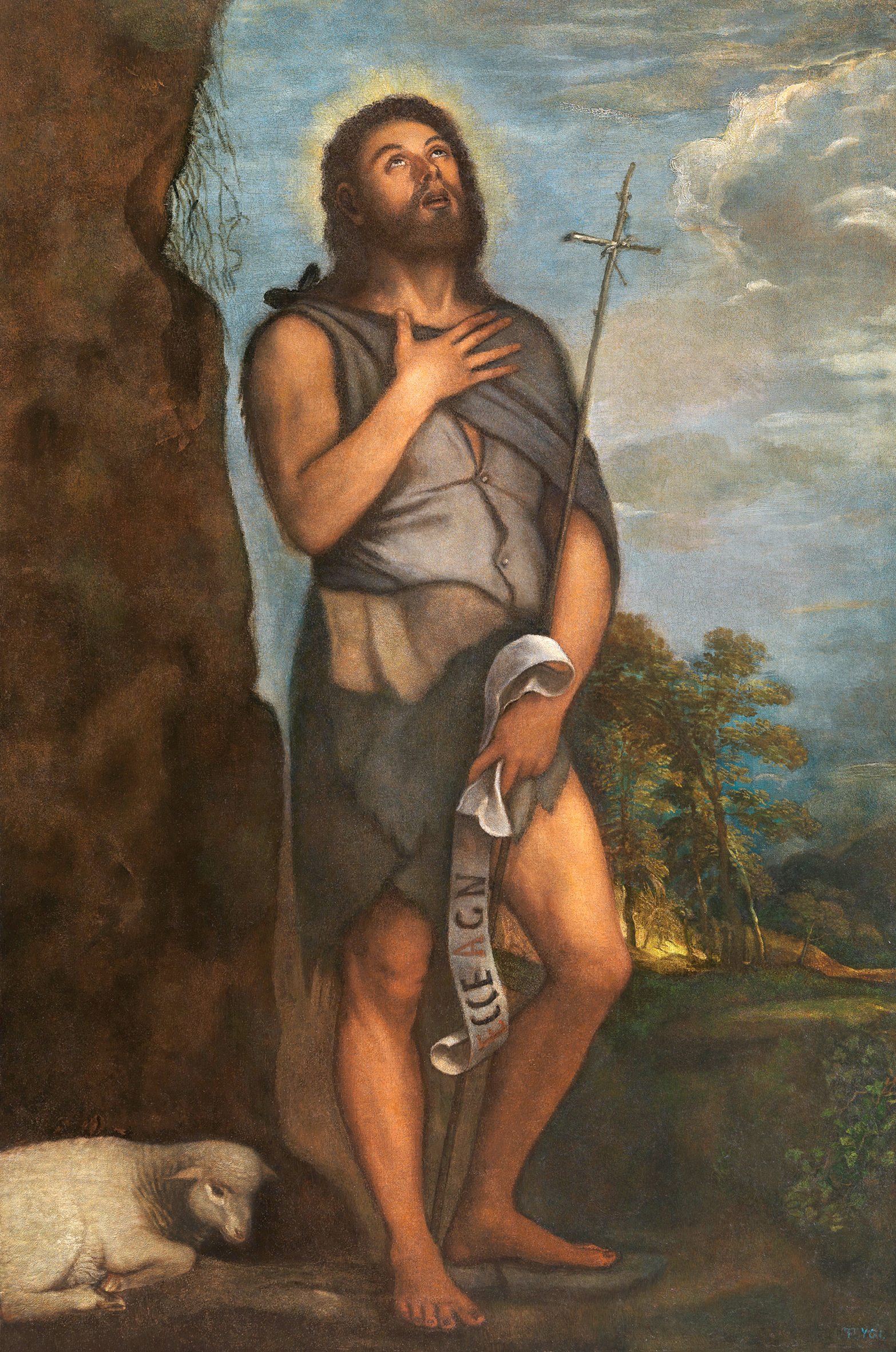
『洗礼者聖ヨハネ』1550年-1555年 プラド美術館所蔵
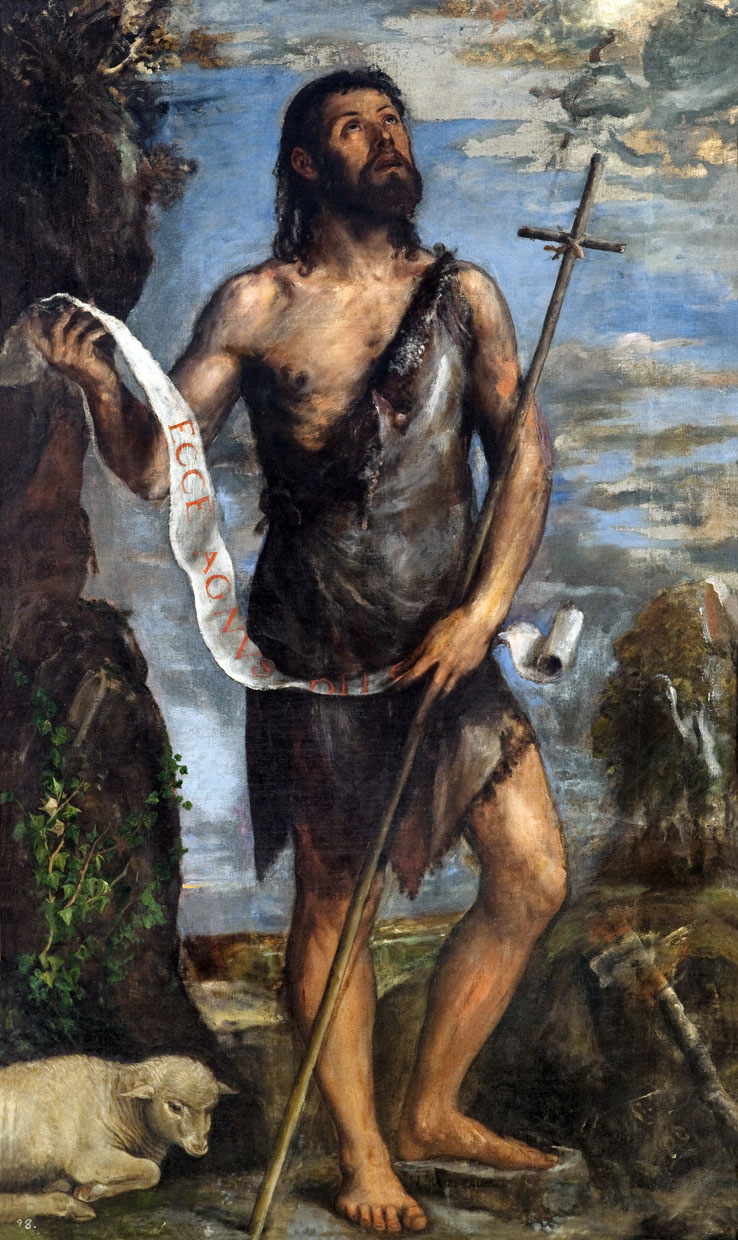
『洗礼者聖ヨハネ』1565年-1570年ごろ エル・エスコリアル修道院所蔵